# Liste der Naturdenkmale in Höchstberg
Die Liste der Naturdenkmale in Höchstberg nennt die im Gemeindegebiet von Höchstberg ausgewiesenen Naturdenkmale (Stand 4. Juni 2024).

## Naturdenkmale
| Nr.         | Bezeichnung       | Lage                         | Beschreibung                                                                                      | Bild                                    |
| ----------- | ----------------- | ---------------------------- | ------------------------------------------------------------------------------------------------- | --------------------------------------- |
| ND-7233-132 | Alte Buche        | Auf der Eich, bei Nr. 6 Lage | Fagus sylvatica, einer von ursprünglich zwei Bäumen, um 1650 gekeimt, ca. 20 m hoch               | Direkt Bild zu diesem Denkmal hochladen |
| ND-7233-191 | Versammlungseiche | Hauptstraße, bei Nr. 28 Lage | Quercus robur, um 1500 gepflanzt, 15 m hoch bei 4,2 m Brusthöhenumfang und 20 m Kronendurchmesser | Direkt Bild zu diesem Denkmal hochladen |